# Yves Huser
Yves Huser  (* 27. Juli 1993) ist ein Schweizer Unihockeyspieler auf der Position des Verteidigers. Huser steht beim Nationalliga A-Verein HC Rychenberg Winterthur unter Vertrag.

## Karriere
Huser durchlief die Juniorenabteilung von Bülach Floorball. Zur Saison 2011/12 wechselte er in den Nachwuchs des HC Rychenberg Winterthur. Nach drei Saisons und ersten Einsätzen in der ersten Mannschaft wurde er zur Saison 2014/15 definitiv in das Kader der ersten Mannschaft integriert.
In seinen ersten Saisons bei Rychenberg konnte er mit kontinuierlich starken Leistungen seine Position im Team festigen. Am 24. Februar 2017 gab Rychenberg Winterthur bekannt, dass der Vertrag mit dem Defensivspieler um zwei Jahre verlängert werde. Einen Tag später, am 25. Februar, stand er mit Rychenberg Winterthur im Cupfinal in der Berner Wankdorfhalle. Diesen verlor er mit dem HC Rychenberg Winterthur 8:7 gegen Grasshopper Club Zürich.

## Spielweise
Huser ist ein offensiver Verteidiger, welcher seine Stärken in der Spielauslösung hat.